# Miguel Lopes
Hugo Miguel Almeida Costa Lopes (Lisszabon, Portugália, 1986. december 19. –) portugál labdarúgó, aki jelenleg az Olympique Lyonban játszik hátvédként. A portugál válogatott tagjaként ott volt a 2012-es Európa-bajnokságon.

## Pályafutása
Lopes a Benfica B-csapatánál kezdte meg profi pályafutását 2005-ben, majd egy év múlva az Operárióhoz igazolt. Jó teljesítményének köszönhetően 2007-ben leigazolta a másodosztályú Rio Ave. Első szezonjában rögtön bekerült a kezdőbe, és nagy szerepe volt abban, hogy csapata feljutott az élvonalba. A 2008/09-es szezonban csapatával döntetlent ért el a Benfica és a Porto ellen is. Teljesítményére több nagyobb csapat is felfigyelt.
2009 januárjában az FC Portóhoz igazolt, négyéves szerződést írt alá a klubbal. A 2009/10-es évadban Jorge Fucilével kellett megküzdenie a csapatba kerülésért, és mindössze 17 alkalommal léphetett pályára. 2010 augusztusában a Porto új menedzsere, André Villas-Boas egy évre kölcsönadta a Real Betisnek. A bajnoki mérkőzésen felén pályára lépett, és segített az andalúz klubnak visszajutni az első osztályba. 2012-ben ismét kölcsönadták, ezúttal az SC Bragának.
2013 januárjában Marat Izmajlovért cserébe igazolta le a Sporting CP.

## Válogatott
Lopes 2012. június 2-án, Törökország ellen debütált a portugál válogatottban. Bekerült a portugálok 2012-es Európa-bajnokságra utazó keretébe, de a tornán nem kapott játéklehetőséget.

## Fordítás
- Ez a szócikk részben vagy egészben  a   Miguel Lopes című angol Wikipédia-szócikk fordításán alapul.  Az eredeti cikk szerkesztőit annak laptörténete sorolja fel. Ez a jelzés csupán a megfogalmazás eredetét és a szerzői jogokat jelzi, nem szolgál a cikkben szereplő információk forrásmegjelöléseként.

## Külső hivatkozások
- Miguel Lopes adatlapja a ZeroZero-n
- Miguel Lopes statisztikái a foragejogo.net-en Archiválva 2012. október 24-i dátummal a Wayback Machine-ben